# Liste der Kulturdenkmale in Nindorf (bei Hohenwestedt)
In der Liste der Kulturdenkmale in Nindorf sind alle Kulturdenkmale der schleswig-holsteinischen Gemeinde Nindorf (Kreis Rendsburg-Eckernförde) aufgelistet (Stand: 14. April 2025).
Die Bodendenkmale sind in der Liste der Bodendenkmale in Nindorf (bei Hohenwestedt) aufgeführt.

## Legende
In den Spalten befinden sich folgende Informationen:
- Objekt-ID: die Nummer des Kulturdenkmales
- Lage: die Adresse des Kulturdenkmales und die geographischen Koordinaten. Kartenansicht, um Koordinaten zu setzen. In der Kartenansicht sind Kulturdenkmale ohne Koordinaten mit einem roten Marker dargestellt und können in der Karte gesetzt werden. Kulturdenkmale ohne Bild sind mit einem blauen Marker gekennzeichnet, Kulturdenkmale mit Bild mit einem grünen Marker.
- Offizielle Bezeichnung: Bezeichnung des Kulturdenkmales
- Beschreibung: die Beschreibung des Kulturdenkmales
- Bild: ein Bild des Kulturdenkmales

## Bauliche Anlagen
| Objekt-ID | Lage                                       | Offizielle Bezeichnung | Beschreibung | Bild |
| --------- | ------------------------------------------ | ---------------------- | --- | ---- |
| 10752     | Dorfstraße 30 (54° 7′ 59″ N, 9° 41′ 47″ O) | Fachhallenhaus         | Fachhallenhaus; Hauptbau 1. Hälfte 19. Jh., Stallanbau 1898, Wohnteilerweiterung 1948; Zweiständerfachhallenhaus unter reetgedecktem Satteldach mit Stallanbau, repräsentativer Wirtschaftsgiebel, Wohnbereich in Fachwerkbauweise - Schutzumfang: Fachhallenhaus - Begründung: Geschichtlich, Kulturlandschaftlich, Städtebaulich | BW   |

## Quelle
- Liste der Kulturdenkmale in Schleswig-Holstein – Kreis Rendsburg-Eckernförde

- Karte mit allen Koordinaten:
- OSM |
- WikiMap